# Byron (cratère)
Pour les articles homonymes, voir Byron.
Byron est un cratère d'impact, d'un diamètre de 105 km, présent sur la surface de Mercure. 

## Présentation
Ce cratère fut nommé par l'Union astronomique internationale en 1976 en hommage au poète britannique George Gordon Byron.
Il se situe dans le quadrangle de Kuiper (quadrangle H-6) de Mercure.

## Compléments